# Escola àtica
L'escola Àtica va ser una escola filosòfica antiga que es va desenvolupar a Atenes durant el segle vi aC. Va ser fundada per Sòcrates, i els seus més destacats representants van ser Plató i Xenofont.
L'escola Àtica es caracteritzava per la seva èmfasi en la reflexió i el diàleg com a mètodes per arribar a la veritat. Els filòsofs Àtics també van ser pioners en l'ús de la dialèctica, una tècnica de debat que consistia en preguntar i respondre per arribar a una comprensió més profunda dels conceptes discutits. El pensament filosòfic de l'escola Àtica es va centrar en temes com l'ètica, la política i la naturalesa de l'ésser humà. Plató, per exemple, va escriure sobre la justícia i la idea de la ciutat ideal, mentre que Sòcrates va reflexionar sobre la moral i la veritat.
L'influència de l'escola Àtica es va estendre molt més enllà d'Atenes, i els seus ensenyaments van ser adoptats per moltes altres escoles filosòfiques posteriors. Encara avui, les idees dels filòsofs Àtics continuen sent estudiades i debatudes en tot el món.